# Kim Seng-Yong
Kim Seng-Yong (født 26. februar 1987) er en nordkoreansk fodboldspiller.

## Nordkoreas fodboldlandshold
| Nordkoreas landshold | Nordkoreas landshold | Nordkoreas landshold |
| År                   | Kmp                  | Mål                  |
| -------------------- | -------------------- | -------------------- |
| 2010                 | 2                    | 1                    |
| Total                | 2                    | 1                    |